# Vachdorf

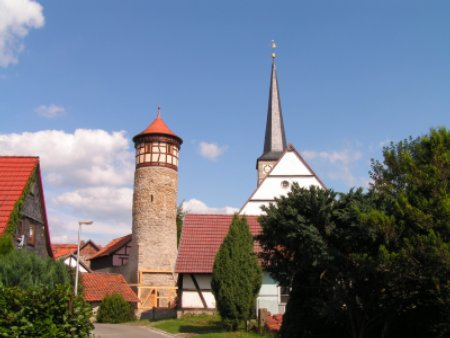
Hutturm

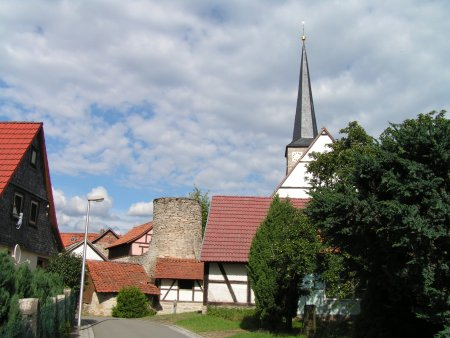
Hutzelturm

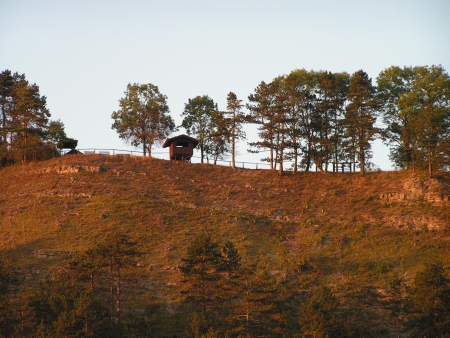
Krayenberg

Vachdorf ist eine Gemeinde im Landkreis Schmalkalden-Meiningen im fränkisch geprägten Süden von Thüringen. Sie gehört der Verwaltungsgemeinschaft Dolmar-Salzbrücke an.

## Geografie
Vachdorf liegt zu beiden Uferseiten der Werra südöstlich von Meiningen an der B 89 (ca. 5 km) von der Anschlussstelle Meiningen Süd der A 71 in Richtung Hildburghausen.

## Geschichte
Erstmals wurde der Ort im Jahr 840 als Fachkedorp in einer Urkunde Kaiser Ludwigs des Frommen erwähnt. Ausgestellt zu Ketzicha, dem heutigen Bad Kissingen, wird sie in der British Library in London aufbewahrt.
Der Förderverein Kirchenburg Vachdorf e. V. bemüht sich seit 1998 um die Restaurierung der Kirchenburganlage.
Vachdorf war ursprünglich möglicherweise ein befestigtes karolingisches Königsgut. Die befestigte Anlage liegt im heutigen Dorf mitten in der Werraniederung. 1230 wurde ein Konrad von Vachdorf als Dienstmann des Bischofs von Würzburg genannt. 1435 verpfändete der Würzburger Bischof die Orte Vachdorf und Leutersdorf an die Grafen von Henneberg-Schleusingen. Das Pfand wurde erst 1495 wieder eingelöst. 1542 kam Vachdorf als Teil der würzburgischen Exklave Meiningen im Tausch an die Grafen von Henneberg-Schleusingen. Nach deren Aussterben kam Vachdorf mit dem Amt Meiningen im Jahr 1583 an die Wettiner. Der Hutturm der Befestigungsanlage ist noch im Urzustand erhalten.
Vachdorf war 1619–1665 von Hexenverfolgungen betroffen: 16 Personen, 14 Frauen und zwei Männer, gerieten in Hexenprozesse. Elf Frauen wurden hingerichtet, von vier Prozessen ist der Ausgang unbekannt. Letztes Opfer 1665 war Margaretha, Hans Bauers Frau.
Von 1680 bis 1918 gehörte der Ort zum Herzogtum Sachsen-Meiningen und lag bis 1825 im Amt Meiningen und dann bis 1829 im Amt Maßfeld.

## Politik

### Gemeinderat
Bei einer Wahlbeteiligung von 55,3 % konnte der Heimatverein Vachdorf e. V. bei der Kommunalwahl 2024 alle acht Sitze im Gemeinderat erobern.

### Bürgermeister
Da sich bei der Bürgermeisterwahl 2022 nur ein Kandidat aufstellte, fand die Wahl ohne Bindung an die zugelassenen Wahlvorschläge statt. Trotzdem erreichte Andreas Baumann mit 97,8 % eine überragende Mehrheit. Baumann ist seit 2016 im Amt, als er noch für die CDU kandidierte und Richard Korsch (CDU) ablöste.

## Freizeit, Kultur und Sehenswürdigkeiten

### Bauwerke
Die Trinitatiskirche entstand in den 1660er Jahren.
Der Hutturm der Vachdorfer Kirchenburg ist der letzte der vermutlich vier inneren Ecktürme. Der 1918 abgebrannte Turm wurde 88 Jahre lang wegen des fehlenden Hutes Hutzelturm genannt, bis er 2006 wieder aufgebaut wurde. Er ist mit einer Höhe von 18,70 m das Wahrzeichen von Vachdorf.

### Naturdenkmäler
Oberhalb des Ortes nahe der Straße nach Marisfeld stand eine vom Heimatverein errichtete Schutzhütte am Krayenberg. Diese fiel am 11. Juni 2023 einem Brand zum Opfer. Durch den steilen Felsabfall genießt man von dort einen Blick über Vachdorf und das mittlere Werratal.

### Vereine und Gruppen
- Sportvereinigung Vachdorf e. V.
- Vachdorfer Karnevalsverein e. V.
- Feuerwehrverein Vachdorf e. V.
- Förderverein „Kirchenburg“ Vachdorf e. V.[9]
- Angelverein „Steinfelder“ Vachdorf e. V.
- Landfrauen Vachdorf
- Vachdorfer Schützenverein e. V.
- Heimatverein Vachdorf e. V.
- Verein Kulturlandschaftspark Oberes Werratal e. V.
- Jagdgesellschaft Vachdorf
- Kirchenchor Vachdorf
- Rentnertreff Vachdorf

### Regelmäßige Veranstaltungen
- Ende Januar / Anfang Februar ist Karneval in Vachdorf mit Büttenabend. Ein Umzug findet alle 5 Jahre statt, der letzte im Jahr 2016 zum 55. Jubiläum.
- Anfang Mai gestaltet der Feuerwehrverein ein Frühlingsfest und das traditionelle „Baumverbrennen“ nach den Weihnachtsfeiertagen.
- Den Pfingstmontag gestaltet der Heimatverein auf dem Krayen, dem Hausberg der Vachdorfer mit sehenswertem Blick auf die Ortslage.
- Alle zwei bis vier Jahre findet Ende Juni / Anfang Juli in Vachdorf ein großes Ökohoffest mit zahlreichen auch überregionalen Besuchern statt.
- Im Sommer kann man sich im Rahmen eines Spiel- und Sportfestes aktiv betätigen.
- Seit 1998 wird im September der Tag des offenen Denkmals durch den Förderverein Kirchenburg gestaltet.
- Jedes Jahr i. d. R. am letzten Wochenende im Oktober findet die 4-tägige Trachtenkirmes statt, auch als „Bötzekermes“ bekannt. Diese beginnt donnerstags mit dem Baumaufstellen und dem „Antrinken“.
- Die Landfrauen organisieren im Advent „Lebendige Adventskalenderabende“ sowie einen Weihnachtsmarkt. Zudem wird das Backhaus mehrmals jährlich zum Zwiebelskuchenbacken angeschürt.

## Wirtschaft und Infrastruktur

### Verkehr
Durch den Ort führt die Bundesstraße 89 von Meiningen in Richtung Themar.
Vachdorf ist 5 km von der Autobahnabfahrt (A 71) Meiningen-Süd Richtung Hildburghausen entfernt.
Vachdorf besitzt einen Haltepunkt an der Bahnstrecke Eisenach–Lichtenfels.

### Wasser und Abwasser
Die Wasserver- und Abwasserentsorgung wird durch den Kommunalen Wasser- und Abwasserzweckverband Meininger Umland sichergestellt.